# Консул Стародавнього Риму
Ко́нсул (лат. consul) — вищий виборний магістрат у Стародавньому Римі.
Посада консула була колегіальною, тобто консулів було відразу двоє, обиралися вони на один рік у центуріатних коміціях. Кожний консул мав право вето на рішення свого колеги.
Згідно з римською традиційною історією, консули спочатку вибиралися тільки з патриціїв, але в результаті боротьби плебеїв з патриціями з 367 р. до н. е. один з консулів став обиратися з плебеїв (першим з плебейських консулів став Луцій Секстій).
Консули володіли вищою цивільною і військовою владою, набирали легіони і очолювали їх, скликали сенат і коміції, головували в них, призначали диктаторів, проводили ауспіції і т. д. У надзвичайних обставинах сенат наділяв консулів необмеженими повноваженнями.
Помічниками консулів були квестори. У римській системі літочислення роки позначалися іменами консулів даного року (вони іменувалися лат. consules ordinarii).
За законами республіки, мінімальний вік консула становив 41 (для патриція) і 42 роки (для плебея). Після закінчення терміну посади консули отримували в управління яку-небудь провінцію і посаду проконсула.
У епоху імперії консули втратили реальну владу, ця посада перетворилася на почесний титул, а з виборної посада перетворилася на ту, яка призначається.

## Історія

### Консулат у Римській Республіці
Після легендарного вигнання останнього римського царя Луція Тарквінія Гордого та кінця Римського Царства, обов'язки та повноваження царя у більшій мірі перейшли до новоствореного інституту консулів Римської республіки. Спочатку консулів називали преторами («лідерами») згідно з їхніми обов'язками головнокомандуючих. У 367 р. до н. е. верховний посадовець став іменуватися консулом (в латинській мові consulere означає «радитися»), а термін «претор» став позначати наступну після консула посаду, при цьому його основною компетенцією стало здійснення міського правосуддя у цивільних справах. За відсутності консула, преторові належала вища влада.
Вважалося, що інститут консулів бере свій початок від традиційної дати встановлення Республіки у 509 р. до н. е., але у V столітті до н. е. послідовність консулів не була безперервною. У мирний час консули мали широкі повноваження (адміністративні, законодавчі та суддівські), а під час війни часто очолювали армію. Додаткові релігійні обов'язки включали деякі повноваження, які через свою офіційну важливість, могли виконуватися лише вищими посадовими особами держави.
Двоє консулів обиралися щороку, служили разом, кожен мав право вето на дії свого колеги. Вважається, що спочатку право стати консулом мали лише патриції. Консули обиралися Центуріатною коміцією, в якій переважала аристократія. Однак, формально вони отримували владу тільки після ратифікації їхніх кандидатур у Куріатній коміції, яка надавала консулам імперій відповідно до закону lex curiata de imperio.
Традиційно консулами ставали лише патриції, і тільки у 367 р. до н. е. плебеї здобули право перебування на вищій державній посаді за законом Lex Licinia Sextia, який встановлював, що щонайменше один консул щороку мав бути плебеєм. Першим плебейським консулом став Луцій Секстій, якого обрали наступного року. Сучасні історики, однак, ставлять під сумнів традиційну оцінку становища плебеїв часів ранньої Республіки, звертаючи увагу на те, що близько третини консулів до Секстія мали плебейські, не патриціанські імена. Можливо, що наявна хронологія була дещо викривлена, але очевидно, що один з перших консулів, Луцій Юній Брут, походив з плебейської родини. Іншим поясненням цього може бути гіпотеза про те, що протягом соціальної боротьби у V столітті, посада консулів була поступово монополізована патриціанською елітою.
Під час війни головним критерієм відбору консулів було воєнне вміння та репутація, але в усі часи вибори мали політичне значення. З часом консульство стало звичайною кінцевою точкою cursus honorum — послідовності посад, які займає особа. Коли Сулла законодавчо врегулював cursus, мінімальним віком для обрання консулом фактично став 41 рік.
За часів пізньої Республіки, після закінчення терміну повноважень, колишній консул зазвичай деякий час обіймав посаду проконсула — губернатора однієї з римських провінцій, який підпорядковувся сенату. Найчастіше з усіх провінції для проконсульства обиралася Цизальпійська Галлія.

## Консули-суффекти
Якщо консул помирав до кінця свого терміну (що не є незвичайним, коли консули перебували на передовій лінії військових дій) або був знятий з посади, на його місце обирався консул-суффект (лат. consul suffectus), який виконував обов'язки консула до наступних виборів.
Коли Октавіан Август встановив принципат, він змінив політичну природу консулату, позбавивши його більшої частини військових повноважень. Хоча титул консула все ще був почесним і обов'язковим для деяких посад, багато консулів йшли у відставку протягом року, дозволяючи іншим ставати консулами-суффектами. Зрештою близько половини посадовців у ранзі претора мали можливість стати консулами. Іноді консул-суффект у свою чергу також йшов у відставку, тоді призначався новий консул-суффект. Своєї найвищої точки ця практика досягла за правління Коммода, коли у 190 р. на посаді консулів перебувало послідовно 25 осіб.

## Консули часів Римської Імперії
Імператори часто призначали на посаду консулів самих себе, своїх протеже чи родичів, незважаючи на вікові вимоги. Наприклад, імператор Гонорій став консулом при народженні. Діон Кассій стверджує, що Калігула бажав зробити консулом свого коня Інцитата, але був вбитий до того, як зміг втілити свій намір у життя.
Бути консулом було дуже великою честю і ця посада залишалася головним символом нерухомого республіканського устрою. Можливо, з метою набуття формальної легітимності, Галльська Імперія, яка відокремилася від Римської, протягом свого існування (260-274 рр.) мала свою пару консулів. Перелік консулів цієї держави наразі неповний, складений на основі написів та монет.
Однією з реформ імператора Костянтина I (правив у 306-337 рр.) було призначення одного з консулів до Рима, а іншого — до Константинополя. Тому, коли Римська Імперія розділилася на дві частини після смерті Феодосія I (правив у 379-395 рр.), імператор кожної з частин здобув право призначати одного з консулів; також один з імператорів міг з багатьох причин дозволити своєму колезі призначити обох консулів.
У VI столітті все рідше стали призначати консулів, і за правління Юстиніана I (527-565 рр.) посада консула остаточно зникла. У Західній Римській Імперії останнім консулом у 534 р. став Децій Павлін, а у Східній — Аніцій Фауст Альбін Базілій у 541 р. Датування років за консулами було скасовано у 537 р., коли Юстиніан впровадив датування за роком правління імператора та індикт.
За часів Юстина II (правив у 565-578 рр.) призначення на посаду консула стало частиною процедури коронації нового імператора; останнє свідчення про призначення консулом відноситься до 632 р., коли титул консула отримав майбутній імператор Констант II. Юридично посада консула існувала до початку IX століття, коли Лев VI зрештою її скасував. З того часу грецькі аналоги титулів консула та екс-консула, hypatos та apo hypaton, стали відноситися до менш почесних.
Попри це, у 739 р. титул римського консула був запропонований Папою Римським Карлу Мартеллу, однак той відмовився його прийняти.

## Повноваження та обов'язки

### Обов'язки консулів за часів Республіки
Після вигнання царів та встановлення Республіки, вся влада, яка належала царям, перейшла до двох відомств: консулів та Священного царя (лат. rex sacrorum). Останній узяв на себе функцію вищої духовної влади, тоді як консулам було надано цивільну та військову владу — імперій (лат. imperium). Однак, з метою запобігання концентрації влади в руках однієї особи, імперій був розподілений між двома консулами, кожен з яких мав право вето на рішення свого колеги.
Консули представляли виконавчу владу в державі та очолювали республіканський уряд. Спочатку консули мали широкі повноваження у виконавчій та судовій сферах, але із розвитком римської судової системи деякі функції перейшли від консулів до інших урядовців. Так, наприклад, у 443 р. до н. е. консулів було позбавлено права на ценз, яке в свою чергу було надано цензорам. Другою функцією, відібраною у консулів, стало право на судочинство. У 366 р. до н. е. позицію верховних суддів замість консулів зайняли претори. З того часу консули мали право виступати як судді лише у надзвичайному випадку та згідно зі спеціальним декретом Сенату.

### Цивільна сфера діяльності консулів
Більшу частину часу влада розподілялася між цивільною та військовою сферами. Допоки консули перебували в померії (у межах міста Рим), вони очолювали уряд, а інші посадові особи, за виключенням плебейських трибунів, їм підпорядковувалися у межах своїх посад. Внутрішній державний апарат республіки контролювався консулами. Вони також мали право викликів до суду та арештів, яке однак було обмежене правом оскарження консульських рішень.
У межах свої виконавчих функцій консули були відповідальні за здійснення постанов сенату та законів коміцій. Іноді, в екстрених випадках, консули мали змогу діяти самостійно та на власний розсуд. Консули також виступали як офіційні представники Римської держави у міжнародних відносинах. До того, як будь-який посол іншої держави потрапляв до сенату, він зустрічався з консулами, які представляли посланця сенатові та проводили переговори між сенатом та іноземними країнами.
Консули мали право скликання сенату та головували на його зборах. Кожний консул щомісяця виступав як голова сенату. Вони також мали право скликання будь-якої з трьох римських коміцій (куріатної, центуріатної та трибунатної) та головували над ними. Таким чином, консули керували виборами та висували на голосування законопроєкти. Якщо жоден з консулів не був присутнім в місті, їхні цивільні повноваження брав на себе міський претор (лат. praetor urbanus).
Під час кожної прилюдної появи консулів супроводжували дванадцять лікторів, які символізували величність посади консула та виконували обов'язки особистої охорони. Кожен ліктор тримав фасції — в'язку лозин, в якому знаходилася сокира. Лозини означали право покарання, а сокира — смертну кару. У межах міста ліктори прибирали сокири з фасцій, на знак того, що жоден громадянин не може бути покараний без судового вироку. Заходячи до Центуріатної Коміції (лат. Comitia Centuriata), ліктори мали опускати фасції, показуючи, що влада консулів походить від римського народу (лат. populus romanus).

### Військова діяльність консулів
За межами Рима влада консулів була набагато більша як головнокомандувачів усіх римських легіонів. Саме в цій ролі консули мали необмежену владу. Коли за декретом сенату оголошувався воєнний стан, консули проводили набір рекрутів на Марсовому полі. Вступаючи до армії, кожен солдат мав скласти присягу на вірність консулам. Також консули контролювали збір військових сил, виставлених союзниками.
У межах міста консул мав право карати та заарештовувати будь-якого громадянина, але не міг накласти смертний вирок. Однак під час військової кампанії, консул мав змогу на свій розсуд виносити будь-яке покарання солдату, офіцеру, вільному громадянину або союзнику.
Кожен із консулів командував армією, яка зазвичай складалася з двох легіонів, за допомогою військових трибунів та квестора, який відповідав за фінансову частину. У поодиноких випадках, коли в похід виступали обидва консули, вони командували армією по черзі, щоденно змінюючи один одного. Типова армія тих часів налічувала приблизно 20 тисяч осіб і складалася з двох римських легіонів та двох союзницьких. За часів ранньої Республіки супротивники Рима жили в центральній Італії, тому кампанії тривали декілька місяців. Із розширенням римських кордонів, тривалість військових дій збільшилася. Стародавній Рим був войовничою державою, і дуже рідко не вів війни. Тому коли консул приступав до виконання консульських обов'язків, від нього очікували, що він переможе ворогів Рима та розширить державні кордони, а його солдати сподівалися повернутися додому із здобиччю. Якщо консул здобував блискучу перемогу, його війська вітали його як імператора, а сам він міг вимагати право тріумфу.
Кожен консул командував армією так, як вважав за потрібне, та мав необмежену владу. Однак, по закінченню кампанії, він міг переслідуватися у судовому порядку за його злочини (наприклад, за пограбування провінцій чи розкрадання державних коштів).

## Запобігання зловживанням
Для запобігання зловживанню консульською владою кожному консулові надавалося право вето на рішення свого колеги. Тому, за винятком провінцій, де один з консулів був командуючим місцевими військами, консули мали змогу діяти лише у згоді, чи, як мінімум, не проти один одного. Якщо проти одного з консулів висувалося звинувачення, то його колега міг подати апеляцію, і, якщо вона мала успіх, звинувачення знімалося. З метою уникнення небажаних конфліктів, щомісяця тільки один з консулів виконував свої обов'язки. Мається на увазі не те, що інший консул був тимчасово позбавлений влади, а лише те, що перший з них мав змогу діяти без перешкод. Наступного місяця консули мінялися ролями, і так продовжувалося протягом усього терміну консулату.
Іншим засобом контролю консулів був той факт. що по закінченню терміну повноважень кожен з колишніх консулів міг бути притягнутий до відповідальності за свої вчинки під час перебування на цій посаді.
Також існувало три обмеження консульської влади: короткий термін повноважень (один рік), чітке визначення їхніх обов'язків Сенатом та неможливість повторної участі у виборах консула одразу після закінчення першого терміну. Зазвичай період між консулатами становив десять років.

## Губернаторство
Після закінчення консулату, сенат призначав консула на посаду губернатора провінції. Провінції, куди призначався кожен з консулів, визначалися шляхом жеребкування, яке проводилося наприкінці консулату.
Таким чином, консул по закінченню своїх повноважень ставав проконсулом, а його влада обмежувалася однією з численних провінцій Республіки і вже не поширювалася на всю державу, а в інших провінціях навіть була незаконною. Також проконсул не мав права залишати свою провінцію до завершення строку своїх повноважень або до приїзду свого наступника, за винятком лише окремих випадків, коли на це був спеціальний дозвіл сенату. Термін проконсульства становив переважно від одного до п'яти років.

## Призначення диктатора
Під час кризи, особливо коли римські території знаходилися під загрозою ворожого нападу, консули, за пропозицією сенату, призначали диктатора, якому надавалася верховна влада в державі на період не більше, ніж 6 місяців. Протягом диктатури повноваження консулів тимчасово припинялися.

## Права та обов'язки консулів за часів Імперії
Після того, як Октавіан Август став у 27 р. до н. е. імператором і встановив принципат, консули втратили більшу частину своєї влади та обов'язків. Хоча це досі була найвища посада в державі, в умовах абсолютної верховної влади імператора консули стали лише символом республіканської спадщини. Все частіше консульська посада обіймалася самим імператором і зрештою стала суто імператорською; за консулами в Римській Імперії, однак, залишилося право головувати в Сенаті. Також в надзвичайних випадках консули мали право чинити правосуддя та представляли ігри в Circus Maximus та всі урочистих церемоніях на честь імператора, що проводилися за їх власний рахунок.
Після закінчення терміну повноважень колишні консули (проконсули) зазвичай обіймали посади губернаторів римських провінцій, на яких служили від трьох до п'яти років.

## Датування
Кожен рік називався на ім'я консулів, що правили в цьому році (подібно до року царювання в монархії), хоча існувало практичніше датування «від заснування міста» (тобто від дати заснування Рима). Наприклад, 59 р. до н. е. називався «консулатом Цезаря та Бібула», адже консулів цього року звали Гай Юлій Цезар та Марк Кальпурній Бібул — хоча фактично вся влада належала Цезарю; саме тому іноді цей рік жартівливо називають «консулатом Юлія та Цезаря».
У латинській мові для позначення дати зазвичай використовувалася така конструкція як абсолютний аблатив. Як приклад — «M. Messalla et M. Pupio Pisone consulibus», що літературною мовою можна перекласти як коли консулами були «Марк Мессалла та Марк Пупій Пізон» (Caesar's De Bello Gallico)